# Ride-free.de
ride-free.de beziehungsweise ride-free-mag.com war ein „privates und nicht-kommerzielles Online-Magazin zu den Themen Motorrad, Rocker & Biker“.

## Geschichte
Die Website ride-free.de wurde 1999 eingerichtet. Zu Beginn sammelte die Website Übersetzungen von Nachrichten aus der internationalen Rockerszene und Berichte aus der deutschen Presse, sowie Pressemitteilungen verschiedener MCs. Diese Artikel wurden nicht verändert oder kommentiert. Strikte Neutralität war ein Hauptkriterium der Website. Die Website wurde rasch ein Kommunikationsorgan der Rockerszene, das von den verschiedenen Clubs genutzt wurde. Im Laufe der Zeit musste man sich dem Urheberrecht unterwerfen. Die komplette Übernahme des Textes war nicht mehr möglich und so bekam die Website ihre spätere Form.

## Inhalt
Ride Free sammelte Neuigkeiten und Pressemitteilungen von und über die Rockerszene. Diese wurden anderen Medien, meistens Online-Magazinen etablierter Medien, entnommen, ausschnittsweise oder kommentiert und mit Weblink dem Leser zur Verfügung gestellt. Des Weiteren enthielt die Website einen Veranstaltungskalender mit Clubtreffen, Rallys und Partys. Eigene redaktionelle Inhalte waren neben den Kommentartexten die der Custombike-Szene gewidmeten Kolumnen Evo’s World und Da Fukker. Letztere stellte Custombikes der Leser vor. Unter der Rubrik BODD (für BitchOfDaDay) hat sich ein Pin-up-Foto befunden.

## Rezeption
Ride Free galt als etabliertes und beliebtes Medium in der Rockerszene. Die Website veröffentlichte auch Verlautbarungen des PR-Teams 81, dass für die Hells Angels Deutschland tätig ist. Im Zusammenhang mit der Schließung des Charters Hannover wurde das Portal mehrfach als Quelle erwähnt. Auch vermutete die Bild, dass es sich um die Website dieses PR-Teams handeln würde.